# Joseph Habersham

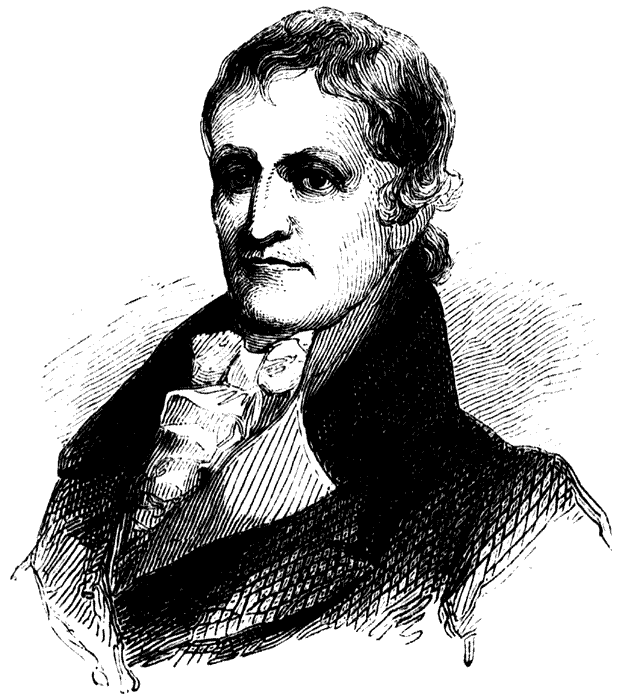
Joseph Habersham

Joseph Habersham, född 28 juli 1751 i Savannah, Georgia, död 17 november 1815, var en amerikansk politiker och affärsman. Han representerade 1785 Georgia i kontinentalkongressen. Han var borgmästare i Savannah 1792–1793 och USA:s postminister 1795–1801.
Habersham studerade vid College of New Jersey (numera Princeton University) och var sedan en framgångsrik plantageägare och affärsman. Han deltog i amerikanska revolutionskriget som överste i kontinentala armén och satt därefter 1785 i kontinentalkongressen.
År 1792 efterträdde Habersham Thomas Gibbons som Savannahs borgmästare och efterträddes 1793 av William Stephens. År 1795 efterträdde Habersham sedan Timothy Pickering som postminister i George Washingtons kabinett och innehade ämbetet fram till slutet av John Adams mandatperiod som USA:s president. Habersham efterträddes som postminister av Gideon Granger.
Habersham avled 1815 och gravsattes på Colonial Park Cemetery i Savannah. Habersham County har fått sitt namn efter Joseph Habersham.